# 中山百合子
中山 百合子（年齢非公表）は日本プロ麻雀協会に所属する競技麻雀のプロ雀士。神奈川県出身。対局時に怒ったような顔で打つため「雀怒（ジャンヌ）ダルク」のキャッチフレーズを持つ（命名は金太賢）。

## 来歴
麻雀との出会いは大学生の頃であり、友達に誘われて始めた。当初ルールは分からなかったが直感的に好きになり、持ち前の負けず嫌いさで麻雀の腕を上げ、気付いていたら雀荘で働くようになっていた。
2015年に日本プロ麻雀協会入会。
2016年10月、第11回 オータムチャンピオンシップ3位。
2017年10月、麻雀ウォッチ シンデレラリーグ優勝。

## 雀風
攻撃的な麻雀を好み、降りるよりも突っ張る方が本人にとっては楽しいとのこと。得意な役は重量級の立直。「メンタンピン三色ドラ1」のような役の組み合わせが本人にとっては理想の流れであり、2017年は役満を11回記録。

## 人物
本人は2018年の取材で、麻雀の魅力として「思い通りにいかないところ」という点を挙げている。
趣味はバイク、カラオケ、銭湯巡り。好きな歌手は2018年時点ではレベッカ、中森明菜。